# Людек Пешек
Людек Пешек (чеськ. Luděk Pešek, 26 квітня 1919, Кладно — 4 грудня 1999, Штефа, Швейцарія) — чеський та швейцарський художник та письменник-фантаст, фотограф та ілюстратор.

## Біографія
Людек Пешек народився у Кладно. у віці трьох років він переїхав разом із батьками до Острави, де закінчив середню школу. Перед Другою світовою війною він розпочав навчання у Празькій академії образотворчих мистецтв, проте невдовзі після початку війни цей заклад був закритий, відновилось навчання лише після закінчення війни. Під час вимушеної перерви у навчанні Пешек зайнявся ілюструванням дитячих книжок. Після кількарічного навчання, не закінчивши курс, він зайнявся самостійною творчою роботою, розпочав написання науково-фантастичних творів, які сам же й ілюстрував. Проте його твори часто не сприймались тодішнім соціалістичним керівництвом Чехословаччини, і після Празької весни Людек Пешек із дружиною емігрували до Швейцарії. У Європі Пешек став відомим завдяки своїм ілюстраціям до книг про об'єкти Сонячної системи та освоєння космосу, часто дивуючи читачів та спеціалістів фотографічною точністю в змалюванні поверхні небесних тіл. В еміграції Пешек продовжив створення й нових літературних творів, які друкувалися німецькою мовою. Найвідомішими його літературними творами стали з фантастичних творів «Експедиція на Місяць» (нім. Die Mondexpedition), «Земля поруч» (нім. Die Erde Ist Nach), «Пастка для „Персея“» (нім. Falle fur Perseus); з нефантастичних творів найвідомішими є «Ціна здобичі» (нім. Preis der Beute) та «Острів для двох» (нім. Eine Insel fur Zwei). З ілюстрацій до книг Людека Пешека найвідомішими стали ілюстрації до книг «Планета Земля» Йозефа Садила та «Bildatlas des Sonnensystems. Ferne Welten nah gesehn» Бруно Станека. Відомим став Людек Пешек також і завдяки серіям своїх фотографій. З 70-х років ХХ століття чеський художник та письменник співробітничав із НАСА та журналом «National Geographic», а також із низкою інших європейських та американських журналів. Після Оксамитової революції Людек Пешек отримав можливість повернутися до Чехословаччини. Помер Людек Пешек 4 грудня 1999 року в швейцарському місті Штефа.
Посмертно Людек Пешек отримав Меморіальну премію Люсьєна Рудао Міжнародної асоціації астрономічних художників. Його іменем названий астероїд головного поясу 6584 Людекпешек.